# Sycozoa cerebriformis
Sycozoa cerebriformis är en sjöpungsart som först beskrevs av Jean René Constant Quoy och Joseph Paul Gaimard 1834.  Sycozoa cerebriformis ingår i släktet Sycozoa och familjen Holozoidae. Inga underarter finns listade i Catalogue of Life.